# Ipuć
Ipuć (biał. Іпуць, Ipuć; ros. Ипуть, Iput´) – rzeka na Białorusi (obwody mohylewski i homelski) i w Rosji (obwody smoleński i briański). Lewy dopływ Soży.
Długość 437 km, powierzchnia dorzecza 10 900 km². Brzegi w większości biegu niskie. Zasilanie wytopiskowe. Średni roczny debit koło wsi Nowyje Bobowiczi (Новые Бобовичи) (109 km od ujścia) 83,4 m³/s. Zamarza w końcu listopada, rozmarza pod koniec marca – na początku kwietnia.